# Kanva (Dynastie)
Die von 75 bis 30 v. Chr. (manchmal auch 73 bis 26 v. Chr.) regierende Kanva-Dynastie war eine kurzlebige Dynastie, die nach dem Untergang der Shungas im Norden Indiens ein Reich begründete. Ihre Existenz ist hauptsächlich durch kurze Erwähnungen in den Puranas und durch Münzfunde belegt.

## Geschichte
Vasudeva Kanva gehörte der Brahmanenkaste an und war Minister (amatya) am Hof des letzten Shunga-Herrschers Devabhuti, dessen Ermordung er möglicherweise veranlasst hat. Den Puranas zufolge war Magadha die Hauptstadt des Reiches, doch wurden die meisten Münzen dieser Dynastie in der Umgebung von Vidisha gefunden. Um das Jahr 30 v. Chr. unterwarfen die bereits seit dem ausgehenden 3. Jahrhundert v. Chr. in Südindien herrschenden Shatavahanas den letzten Kanva-Herrscher.

## Herrscherliste
- Vasudeva (reg. ca. 75–66 v. Chr.)
- Bhumimitra (reg. ca. 66–52 v. Chr.)
- Narayana (reg. ca. 52–40 v. Chr.)
- Susharman (reg. ca. 40–30 v. Chr.)

Andere Quellen geben die Regierungszeiten mit einer Verschiebung von drei Jahren, also mit 72–63, 63–49, 49–73 und 37–27 an.